# Eclissi solare del 5 gennaio 2057
L'Eclissi solare del 5 gennaio 2057, di tipo totale, è un evento astronomico che avrà luogo il suddetto giorno con centralità attorno alle ore 09:47 UTC.
L'eclissi avrà un'ampiezza massima di 102 chilometri e una durata 2 minuti e 29 secondi.

## Eclissi correlate

### Eclissi solari 2054 - 2058
Questa eclissi è un membro di una serie semestrale. Un'eclissi in una serie semestrale di eclissi solari si ripete approssimativamente ogni 177 giorni e 4 ore (un semestre) in nodi alternati dell'orbita della Luna.

### Ciclo di Saros 142
L'evento fa parte del ciclo di Saros 142, che si ripete ogni 18 anni, 11 giorni, contenente 72 eventi. La serie è iniziata con un'eclissi solare parziale il 17 aprile 1624. Comprende un'eclissi ibrida il 14 luglio 1768 ed eclissi totali dal 25 luglio 1786 al 29 ottobre 2543. La serie termina al membro 72 con un'eclissi parziale il 5 giugno 2904. La durata più lunga della totalità sarà di 6 minuti e 34 secondi il 28 maggio 2291. Tutte le eclissi di questa serie si verificano nel nodo discendente della Luna. 